# Chinese Basketball Association 2006-07
La Chinese Basketball Association 2006-07 fue la decimosegunda edición de la CBA, la primera división del baloncesto profesional de China. Los campeones fueron los Bayi Rockets, que lograba su octavo título, derrotando en las finales a los Guangdong Southern Tigers.

## Política de jugadores extranjeros
Todos los equipos a excepción de los Bayi Rockets tenían la opción de contar con dos jugadores extranjeros. Los últimos cuatro de la temporada anterior (a excepción de Bayi) pudieron contratar además un jugador extra asiático.

## Temporada regular
| #  | Temporada 2007–08 de la CBA | Temporada 2007–08 de la CBA | Temporada 2007–08 de la CBA | Temporada 2007–08 de la CBA | Temporada 2007–08 de la CBA | Temporada 2007–08 de la CBA | Temporada 2007–08 de la CBA | Temporada 2007–08 de la CBA              |
| #  | Equipo                      | G                           | P                           | %                           | PD                          | Casa                        | Fuera                       | Desempate                                |
| -- | --------------------------- | --------------------------- | --------------------------- | --------------------------- | --------------------------- | --------------------------- | --------------------------- | ---------------------------------------- |
| 1  | Guangdong Southern Tigers   | 26                          | 4                           | .866                        | -                           | 14–1                        | 12–3                        |                                          |
| 2  | Bayi Rockets                | 25                          | 5                           | .833                        | 1                           | 14–1                        | 11–4                        |                                          |
| 3  | Jiangsu Dragons             | 23                          | 7                           | .767                        | 3                           | 14–1                        | 9–6                         |                                          |
| 4  | Liaoning Hunters            | 20                          | 10                          | .667                        | 6                           | 15–0                        | 5–10                        |                                          |
| 5  | Shandong Lions              | 19                          | 11                          | .633                        | 7                           | 11–4                        | 8–7                         | SD 4-0 ZJ 1-3, FJ 1-3 ZJ 1-1(173-166) FJ |
| 6  | Zhejiang Cyclones           | 19                          | 11                          | .633                        | 7                           | 12–3                        | 7–8                         | SD 4-0 ZJ 1-3, FJ 1-3 ZJ 1-1(173-166) FJ |
| 7  | Fujian Xunxing              | 19                          | 11                          | .633                        | 7                           | 13–2                        | 6–9                         | SD 4-0 ZJ 1-3, FJ 1-3 ZJ 1-1(173-166) FJ |
| 8  | Shanghai Sharks             | 17                          | 13                          | .567                        | 9                           | 11–4                        | 6–9                         |                                          |
|    |                             |                             |                             |                             |                             |                             |                             |                                          |
| 9  | Xinjiang Flying Tigers      | 15                          | 15                          | .500                        | 11                          | 10–5                        | 5–10                        |                                          |
| 10 | Beijing Ducks               | 14                          | 16                          | .467                        | 12                          | 10–5                        | 4–11                        |                                          |
| 11 | Jilin Northeast Tigers      | 11                          | 19                          | .367                        | 15                          | 8–7                         | 3–12                        | JL 1-1(246-239) DG                       |
| 12 | Dongguan Leopards           | 11                          | 19                          | .367                        | 15                          | 9–6                         | 2–13                        | JL 1-1(246-239) DG                       |
| 13 | Shaanxi Kylins              | 9                           | 21                          | .300                        | 17                          | 6–9                         | 3–12                        |                                          |
| 14 | Zhejiang Lions              | 6                           | 24                          | .200                        | 20                          | 6–9                         | 0–15                        |                                          |
| 15 | Shanxi Zhongyu              | 4                           | 26                          | .133                        | 22                          | 3–12                        | 1–14                        |                                          |
| 16 | Yunnan Bulls                | 2                           | 28                          | .067                        | 24                          | 2–13                        | 0–15                        |                                          |

|  | Los 8 primeros acceden a los Playoffs |

## Playoffs
|  | Cuartos de final | Cuartos de final          | Cuartos de final |                  |   | Semifinales               | Semifinales   | Semifinales   |  |   | Finales                   | Finales       | Finales       |  |
|  | Al mejor de 5    | Al mejor de 5             | Al mejor de 5    |                  |   | Al mejor de 5             | Al mejor de 5 | Al mejor de 5 |  |   | Al mejor de 7             | Al mejor de 7 | Al mejor de 7 |  |
|  |                  |                           |                  |                  |   |                           |               |               |  |   |                           |               |               |  |
|  |                  |                           |                  |                  |   |                           |               |               |  |   |                           |               |               |  |
|  | 1                | Guangdong Southern Tigers | 3                |                  |   |                           |               |               |  |   |                           |               |               |  |
|  | 1                | Guangdong Southern Tigers | 3                |                  |   |                           |               |               |  |   |                           |               |               |  |
|  | 8                | Shanghai Sharks           | 0                |                  |   |                           |               |               |  |   |                           |               |               |  |
|  | 8                | Shanghai Sharks           | 0                |                  | 1 | Guangdong Southern Tigers | 3             |               |  |   |                           |               |               |  |
|  |                  |                           |                  |                  | 1 | Guangdong Southern Tigers | 3             |               |  |   |                           |               |               |  |
|  |                  |                           | 3                | Jiangsu Dragons  | 0 |                           |               |               |  |   |                           |               |               |  |
|  | 3                | Jiangsu Dragons           | 3                | Jiangsu Dragons  | 0 | 3                         |               |               |  |   |                           |               |               |  |
|  | 3                | Jiangsu Dragons           |                  |                  |   |                           |               |               |  |   |                           |               |               |  |
|  | 5                | Shandong Lions            | 1                |                  |   |                           |               |               |  |   |                           |               |               |  |
|  | 5                | Shandong Lions            | 1                |                  |   |                           |               |               |  | 1 | Guangdong Southern Tigers | 1             |               |  |
|  |                  |                           |                  |                  |   |                           |               |               |  | 1 | Guangdong Southern Tigers | 1             |               |  |
|  |                  |                           | 2                | Bayi Rockets     | 4 |                           |               |               |  |   |                           |               |               |  |
|  | 2                | Bayi Rockets              | 2                | Bayi Rockets     | 4 | 3                         |               |               |  |   |                           |               |               |  |
|  | 2                | Bayi Rockets              |                  |                  |   |                           |               |               |  |   |                           |               |               |  |
|  | 6                | Zhejiang Cyclones         | 1                |                  |   |                           |               |               |  |   |                           |               |               |  |
|  | 6                | Zhejiang Cyclones         | 1                |                  | 2 | Bayi Rockets              | 3             |               |  |   |                           |               |               |  |
|  |                  |                           |                  |                  | 2 | Bayi Rockets              | 3             |               |  |   |                           |               |               |  |
|  |                  |                           | 4                | Liaoning Hunters | 0 |                           |               |               |  |   |                           |               |               |  |
|  | 4                | Liaoning Hunters          | 4                | Liaoning Hunters | 0 | 3                         |               |               |  |   |                           |               |               |  |
|  | 4                | Liaoning Hunters          |                  |                  |   |                           |               |               |  |   |                           |               |               |  |
|  | 7                | Fujian Xunxing            | 2                |                  |   |                           |               |               |  |   |                           |               |               |  |
|  | 7                | Fujian Xunxing            | 2                |                  |   |                           |               |               |  |   |                           |               |               |  |
|  |                  |                           |                  |                  |   |                           |               |               |  |   |                           |               |               |  |